# Reisseronia staudingeri
Reisseronia staudingeri is een vlinder uit de familie zakjesdragers (Psychidae). De wetenschappelijke naam van deze soort is voor het eerst geldig gepubliceerd in 1879 door Heylaerts.
De soort komt voor in Europa.